# Wolf Creek (Muskingum River)
Der Wolf Creek ist ein nur 7 km langer linker Nebenfluss des Muskingum River, einem Nebenfluss des Ohio River, im zentralen US-Bundesstaat Ohio. 

## Flusslauf
Der Abfluss erfolgt über den Muskingum River, Ohio River und Mississippi River in den Golf von Mexiko. Der Wolf Creek gehört zum Flusssystem des Mississippi und entsteht durch den Zusammenfluss von West Branch Wolf Creek und South Branch Wolf Creek etwa 4 km südwestlich der Ortschaft Beverly im Washington County. Der Wolf Creek mündet bei Beverly in den Muskingum River.

## West Branch Wolf Creek
Der West Branch Wolf Creek entspringt GNIS zufolge bei der Ortschaft Deavertown, Ohio (39° 41′ 55″ N, 82° 0′ 15″ W).

## South Branch Wolf Creek
Der South Branch Wolf Creek entspringt nach GNIS bei der Ortschaft Fleming, Ohio (39° 24′ 47″ N, 81° 35′ 13″ W).